# تايلر بوزاك
تايلر بوزاك (من مواليد 19 مارس 1986)، وهو لاعب كندي محترف لهوكي الجليد يلعب حاليًا مع فريق سانت لويس بلوز التابع لدوري الهوكي الوطني (NHL). لعب بوزاك سابقًا أيضًا مع فريق تورونتو ميبل ليفز. قبل توقيعه من قبل ميبل ليفزكوكيل حر، لعب بوزاك موسمين في جامعة دنفر في الرابطة الوطنية لألعاب القوى (NCAA).
في عام 2018، بعد تسعة مواسم معميبل لفز، وقع بوزاك مع بلوز في وكالة حرة. خلال موسمه الأول مع البلوز، فاز بوزاك بكأس ستانلي، وهزم بوسطن بروينز في عام 2019.